# جيم كين (لاعب كرة قدم أمريكية)
جيم كين (بالإنجليزية: Jim Cain)‏ هو لاعب كرة قدم أمريكية أمريكي، ولد في 1 أكتوبر 1927 في يودورا في الولايات المتحدة، وتوفي في 5 أكتوبر 2001.

## وصلات خارجية
- جيم كين على موقع مرجع كرة القدم المحترفة.كوم (الإنجليزية)
- جيم كين على موقع JustSportsStats.com (الإنجليزية)